# Brebu (okręg Buzău)
Brebu – wieś w Rumunii, w okręgu Buzău, w gminie Lopătari. W 2011 roku liczyła 110 mieszkańców.